# París-Niza 1933

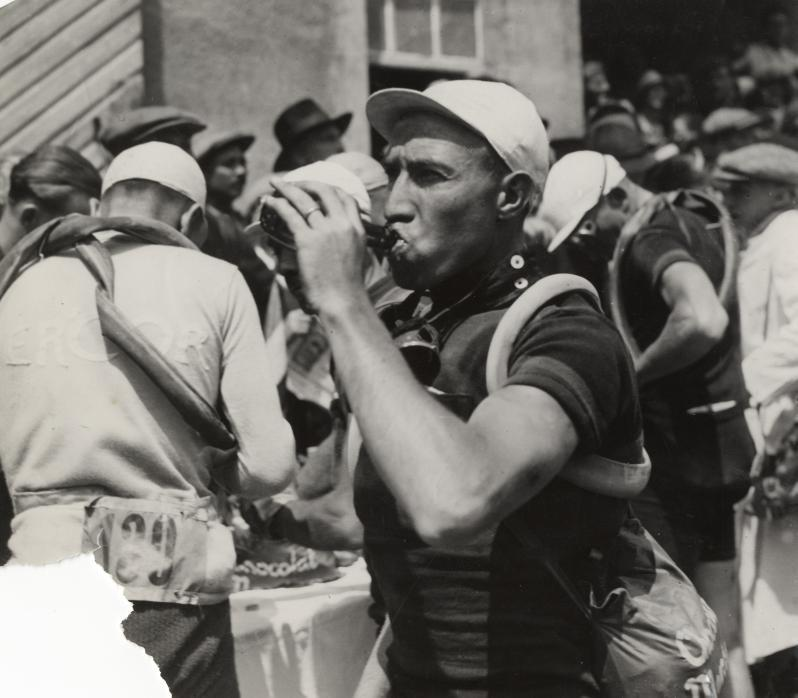
Alfons Schepers, vencedor de la 1a edición de la París-Niza, bebiendo agua al Tour de Francia de 1933.

La París-Niza 1933 fue la primera edición de la París-Niza, que se disputó entre el 14 y el 19 de marzo de 1933 y fue ganada por el belga Alphonse Schepers, del equipo La Française, por ante los individuales Louis Hardiquest y Benoit Fauré.
El maillot de líder era azul con una banda transversal dorada para representar el cielo, el mar y el sol de la Costa Azul.

## Participantes
En esta edición de la París-Niza tomaron parte 144 corredores que recibían 40 francos cada día. 109 lo hacían de forma individual y los otros 35 dentro de los equipos Alcyon, La Française, Dilecta, Genial-Lucifer y Oscar Egg. La prueba lo acabaron 66 corredores.

## Resultados de las etapas
| Etapas    | Fecha       | Recorrido        | Km     | Vencedor de etapa        | Líder de la general |
| --------- | ----------- | ---------------- | ------ | ------------------------ | ------------------- |
| 1.ª etapa | 14 de marzo | París-Dijon      | 312 km | Alphonse Schepers        | Alphonse Schepers   |
| 2.ª etapa | 15 de marzo | Dijon-Lyon       | 198 km | Jean Aerts               | Alphonse Schepers   |
| 3.ª etapa | 16 de marzo | Lyon-Avignon     | 222 km | Bernard Van Rysselberghe | Alphonse Schepers   |
| 4.ª etapa | 17 de marzo | Avignon-Marsella | 204 km | Georges Speicher         | Alphonse Schepers   |
| 5.ª etapa | 18 de marzo | Marsella-Canes   | 209 km | Fernand Cornez           | Alphonse Schepers   |
| 6.ª etapa | 19 de marzo | Canes-Niza       | 110 km | Francesco Camusso        | Alphonse Schepers   |

## Etapas

### 1.ª etapa
Salida neutralizada al Café Rozes de la Place de Italie de París a las 4 de la madrugada. Salida real al Carrefour de la Bélle Épine de Villejuif.
|   | Ciclista          | Equipo       | Tiempo     |
| - | ----------------- | ------------ | ---------- |
| 1 | Alphonse Schepers | La Française | 8h 48' 50" |
| 2 | Benoit Faure      | Individual   | m. t.      |
| 3 | Albert Barthélémy | Individual   | m. t.      |

### 2.ª etapa
15-03-1933. Dijon-Lyon, 198 km.
El fuera de control fue del 12 % en lugar del 10 % del resto de la prueba por el alta media de la etapa: 38,076 km/h.
|   | Ciclista          | Equipo       | Tiempo      |
| - | ----------------- | ------------ | ----------- |
| 1 | Jean Aerts        | Alcyon       | 5 h 12' 00" |
| 2 | Alphonse Schepers | La Française | m. t.       |
| 3 | Albert Barthélémy | Individual   | m. t.       |

### 3.ª etapa
16-03-1933. Lyon-Avignon, 222 km.
|   | Ciclista                 | Equipo       | Tiempo     |
| - | ------------------------ | ------------ | ---------- |
| 1 | Bernard Van Rysselberghe | Dilecta      | 6h 40' 47" |
| 2 | Alphonse Schepers        | La Française | m. t.      |
| 3 | Alfons Deloor            | Dilecta      | m. t.      |

### 4.ª etapa
17-03-1933. Avignon-Marsella, 204 km.
No toman la salida Vicente Trueba, Giuseppe Martano, Joseph Mauclair y Georg Antenen. Se sube el col Esterel. Speicher y Merviel se escapan en su descenso para jugarse la etapa entre ellos.
|   | Ciclista         | Equipo         | Tiempo     |
| - | ---------------- | -------------- | ---------- |
| 1 | Georges Speicher | Alcyon         | 6h 49' 27" |
| 2 | Jules Merviel    | Individual     | m. t.      |
| 3 | Joseph Demuysere | Genial-Lucifer | + 1' 07"   |

### 5.ª etapa
18-03-1933. Marsella-Canes, 209 km.
|   | Ciclista          | Equipo       | Tiempo     |
| - | ----------------- | ------------ | ---------- |
| 1 | Fernand Cornez    | Oscar Egg    | 6h 45' 05" |
| 2 | Alphonse Schepers | La Française | m. t.      |
| 3 | Gaston Rebry      | Individual   | m. t.      |

### 6.ª etapa
19-03-1933. Canes-Niza, 110 km.
Los corredores subieron Mont Agel, La Turbie y Éze. La llegada estaba situada en el Muelle de los Estados Unidos. El Col de la Turbie fue obstruido por dos autocares que solo dejaban espacio libre por el paso de los corredores. En esta subida es donde Camusso se escapa definitivamente para ganar la etapa.
|   | Ciclista          | Equipo     | Tiempo     |
| - | ----------------- | ---------- | ---------- |
| 1 | Francesco Camusso | Individual | 3h 28' 00" |
| 2 | Jean Aerts        | Alcyon     | +1' 30"    |
| 3 | Max Bulla         | Oscar Egg  | m. t.      |

## Clasificaciones finales

### Clasificación general
| Ciclista | Equipo             | Tiempo         |             |
| -------- | ------------------ | -------------- | ----------- |
| 1        | Alphonse Schepers  | La Française   | 37h 48' 07" |
| 2        | Louis Hardiquest   | Individual     | + 2' 30"    |
| 3        | Benoit Faure       | Individual     | + 3' 13"    |
| 4        | Alfons Deloor      | Dilecta        | + 3' 24"    |
| 5        | Georges Speicher   | Alcyon         | + 3' 40"    |
| 6        | Francesco Camusso  | Individual     | + 5' 10"    |
| 7        | Jean Aerts         | Alcyon         | + 5' 47"    |
| 8        | Raymond Louviot    | Genial-Lucifer | + 6' 33"    |
| 9        | René Bernard       | Individual     | + 7' 27"    |
| 10       | Maurice Archambaud | Alcyon         | + 7' 58"    |

## Evolución de las clasificaciones
| Etapa   | Vencedor                 | Clasificación general |
| ------- | ------------------------ | --------------------- |
| Etapa 1 | Alphonse Schepers        | Alphonse Schepers     |
| Etapa 2 | Jean Aerts               | Alphonse Schepers     |
| Etapa 3 | Bernard Van Rysselberghe | Alphonse Schepers     |
| Etapa 4 | Georges Speicher         | Alphonse Schepers     |
| Etapa 5 | Fernand Cornez           | Alphonse Schepers     |
| Etapa 6 | Francesco Camusso        | Alphonse Schepers     |